# 李家聲
李家聲（英語：Dickson Li Ka Sing，1967年6月12日—），香港男性影視演員及節目主持，前香港無綫電視基本藝人合約藝員，在1987年第十三期無綫電視藝員訓練班畢業後加入無綫電視。至今已參與拍攝超過六十部無綫劇集，1993年亦曾服務亞洲電視至1995年才回到無綫電視。而他開始為人認識的作品是1994年的電影《屯門色魔》，當中飾演「藍國偉」一角。

## 背景
李家聲小時候居住於香港仔華富邨，其胞姊李嘉玲曾為麗的電視兒童節目《醒目仔時間》的節目主持。而父母曾於石塘咀山道天橋底業昌大廈的酒樓門外經營報紙檔。1984年，李家聲中學畢業後，便為《醒目仔時間》扮了人形公仔「毛毛」、「豆豆」三個月。再成為該節目的主持。他於1986年報考第十三期無綫電視藝員訓練班前參與過1986年的香港電影《豬仔出更》的演出。1993年6月，李家聲的母親因車禍離世。其後父親約於2002年因胃癌去世。
李家聲入行多年演技多次獲得好評，當中以《屯門色魔》的藍國偉、《茶是故鄉濃》的石永春、《封神榜》的雷震子、《學警雄心》的林叔泉、《女王辦公室》的秦博士、《仁心解碼II》的色魔黎繼鵬最為出色。
1993年，李家聲決意離開無綫電視，轉到永盛音像企業（香港）有限公司（中國星集團的旗下公司）拍攝錄影帶卻發展未如理想。期間他曾為亞洲電視拍攝電視劇。1995年，李家聲因永盛音像倒閉，兼且自己是自由身，想找個經理人。於是重返無綫電視，並一直當配角至今。至2005年，他憑劇集《學警雄心》獲提名《萬千星輝頒獎典禮》「最佳男配角」殊榮；2018年9月李家聲與無綫電視結束合約後，於同年10月帶同妻子移居馬來西亞檳城峇都丁宜。

## 個人生活
李家聲年少時愛好杯中物。他曾於1996年經歷過酒後駕駛的嚴重意外，他的座駕於隧道實施單管雙程行車時與一架貨車迎頭相撞。結果，雖然他本人沒有大礙，不過其座駕就全毀，自此他決心戒除「夜蒲」的習慣。原先是找他拍攝郭富城當年的電單車廣告，但因無綫電視阻攔，後轉為郭富城拍攝。
1994年，李家聲因先天性腦部血管畸形，要入醫院動手術治療。其後他住了一個月醫院養病。留院一個月接受手術後，他與拍拖十多年的女友 Judy 共諧連理。
李家聲早年與七名圈中好友結義，包括大哥湯國明、二哥潘文柏、四哥鄭伊健、五妹吳婉芳、六哥錢國偉、七哥李克勤、八妹梁佩瑚，其排名第三，其中潘文柏、鄭伊健、吳婉芳三人與李家聲同為13期藝員訓練班學員。1994年李家聲的婚宴，七名義兄弟姊妹連同吳婉芳丈夫胡家驊、鄭伊健當時女友邵美琪、李克勤當時女友盧淑儀皆有出席。

## 演出作品

### 電視劇（無綫電視）
| 首播   | 劇名             | 角色           | 備注                                 |
| ------ | ---------------- | -------------- | ------------------------------------ |
| 1987年 | 季節             | 康俊（唐仁子） | （1987年－1989年）                   |
| 1987年 | 成吉思汗         | 窩闊台         |                                      |
| 1988年 | 大茶園           |                |                                      |
| 1988年 | 絕代雙驕         | 白凌霄         |                                      |
| 1988年 | 鬥氣一族         | 鄧珏騫         |                                      |
| 1988年 | 風流父子兵       | 游成功         | （担正男主角）                       |
| 1988年 | 奇門鬼谷         | 齊宣王         |                                      |
| 1989年 | 家山有福         | 洪善武         |                                      |
| 1989年 | 鐵血大旗門       |                |                                      |
| 1990年 | 同居三人組       | 周連富         |                                      |
| 1990年 | 零點出擊         | 向昇           |                                      |
| 1990年 | 玉面飛狐         | 韓追           |                                      |
| 1991年 | 邊城浪子         |                |                                      |
| 1991年 | 浪族闊少爺       | 毛富貴         | （担正男主角）                       |
| 1991年 | 怒劍嘯狂沙       | 阿寶           |                                      |
| 1991年 | 卡拉屋企         | 劉細蘇         | （1991年－1992年）                   |
| 1992年 | 壹號皇庭         | 李強           |                                      |
| 1992年 | 屬雞的男人       | 黎家駒         |                                      |
| 1992年 | 小男人出差       | 布天文         |                                      |
| 1995年 | 刑事偵緝檔案II   | 陳少力         | 檔案七：紅衣女郎（關亞倫髮廊合伙人） |
| 1996年 | 新上海灘         | 洛天佑         |                                      |
| 1997年 | 壹號皇庭V        | 張家賢（Jeff） |                                      |
| 1997年 | 苗翠花           | 雷老虎         |                                      |
| 1998年 | 聊齋 (貳)        | 蜂王(蜂妖)     |                                      |
| 1999年 | 先生貴性         | 鍾威廉         |                                      |
| 1999年 | 布袋和尚         | 鬼 斧          |                                      |
| 1999年 | 茶是故鄉濃       | 石永春（石春） |                                      |
| 2001年 | 娛樂反斗星       | 架兩金         |                                      |
| 2001年 | 街市的童話       | 王冬葛         | （2001年，2006年播映）               |
| 2001年 | 婚姻乏術         | 李世民         | （2001年，2006年播映）               |
| 2001年 | 封神榜           | 雷震子         |                                      |
| 2002年 | 蕭十一郎         | 蕭十二郎       | （2002年，2007年播映）               |
| 2002年 | 點指賊賊賊捉賊   | 余璧虎         | （2002年，2006年播映）               |
| 2002年 | 駁命老公追老婆   | 路仁秉         | （2002年，2011年播映）               |
| 2003年 | 戀愛自由式       | 涂古政           |                                      |
| 2003年 | 英雄·刀·少年     | 阮心一         |                                      |
| 2004年 | 烽火奇遇結良緣   | 竇一虎         |                                      |
| 2004年 | 天涯俠醫         | 姚俊新         |                                      |
| 2005年 | 我師傅係黃飛鴻   | 林世榮         |                                      |
| 2005年 | 學警雄心         | 林叔泉         |                                      |
| 2005年 | 阿旺新傳         | 林 賓          | （「瑞記糖水店」職員）               |
| 2005年 | 本草藥王         | 嚴世蕃         |                                      |
| 2006年 | 人生馬戲團       | 唐向東         |                                      |
| 2006年 | 女人唔易做       | 高志能         |                                      |
| 2006年 | 鳳凰四重奏       | 馬 虎          |                                      |
| 2006年 | 東方之珠         | 吳念祖         |                                      |
| 2006年 | 布衣神相         | 鄒辭           | （2006年，2011年播映）               |
| 2007年 | 學警出更         | 林叔泉         |                                      |
| 2007年 | 奸人堅           | 馬德才         |                                      |
| 2007年 | 兩妻時代         | 霍鑑           |                                      |
| 2008年 | 原來愛上賊       | 游大海         |                                      |
| 2008年 | 疑情別戀         | 施乃威         |                                      |
| 2008年 | 當狗愛上貓       | Aaron          |                                      |
| 2009年 | 學警狙擊         | 林叔泉         |                                      |
| 2009年 | 蔡鍔與小鳳仙     | 江銘峰         |                                      |
| 2009年 | 巴不得爸爸...    | 藍部長         |                                      |
| 2010年 | 女王辦公室       | 秦博士         |                                      |
| 2011年 | 洪武三十二       | 齊泰           |                                      |
| 2011年 | 真相             | 花仔成         |                                      |
| 2011年 | 九江十二坊       | 丁家昌         |                                      |
| 2011年 | 結·分@謊情式     | 阮偉添         | （2011年－2012年）                   |
| 2012年 | 東西宮略         | 嚴厲           |                                      |
| 2012年 | 愛·回家 (第一輯) | 岑榮國         | （2012年－2013年）                   |
| 2012年 | 造王者           | 周文熙         |                                      |
| 2012年 | 巴不得媽媽...    | 哈仁堅         |                                      |
| 2012年 | 幸福摩天輪       | 梁承貴         |                                      |
| 2013年 | 初五啟市錄       | 阿武           |                                      |
| 2013年 | 仁心解碼II       | 黎繼鵬         |                                      |
| 2013年 | 法外風雲         | 馬遠致         |                                      |
| 2013年 | 舌劍上的公堂     | 李賢孝         |                                      |
| 2014年 | 食為奴           | 馮鷹           |                                      |
| 2014年 | 叛逃             | Paul Sir       |                                      |
| 2014年 | 廉政行動2014     | 梁德榮         |                                      |
| 2014年 | 大藥坊           | 文強           |                                      |
| 2014年 | 飛虎II           | 孝             |                                      |
| 2014年 | 老表，你好hea！  | 夏桑菊         |                                      |
| 2015年 | 無雙譜           | 江瑤柱         |                                      |
| 2015年 | 東坡家事         | 洪四           |                                      |
| 2015年 | 枭雄             | 阿添           |                                      |
| 2016年 | 公公出宮         | 吳賢祖         |                                      |
| 2016年 | 警犬巴打         | 韓良           |                                      |
| 2016年 | 廉政行動2016     | 陳志明         |                                      |
| 2017年 | 財神駕到         | 雷震子         |                                      |
| 2017年 | 與諜同謀         | 趙秉權         |                                      |
| 2017年 | 超時空男臣       | 林得利         |                                      |
| 2017年 | 雜警奇兵         | 二手哥         |                                      |
| 2018年 | 逆緣             | 明哥           |                                      |
| 2019年 | 十二傳說         | 麥泰萊         |                                      |
| 2019年 | 金宵大廈         | 狗強           |                                      |
| 2019年 | 牛下女高音       | 劉銘祥         |                                      |

### 電視劇（香港電台電視部）
- 2012年：賭海迷徒2012 飾 陳國威
- 2013年：非常平等任務2013 飾 酒樓師父袁志文(文哥)

### 電視劇（亞洲電視）
- 1995年：九品芝麻官

### 電視電影
- 1992年：羣星會 飾 小官員（三人組一起罵葉小監）（客串）
- 2013年：阿蠢惡鬥大老婆 飾 阿蠢的好友（發臣敬）「發神經」

### 電影
- 1986年：豬仔出更
- 1990年：初到貴境
- 1990年：祝福 飾 Keep Fit
- 1990年：洗黑錢
- 1992年：音樂殭屍 飾 阿豪
- 1993年：唐伯虎點秋香 飾 華武
- 1993年：綁架黃七輝
- 1993年：省港大追擊 飾 白英
- 1993年：蘇乞兒 飾 梁寬
- 1994年：屯門色魔 飾 藍國偉
- 1994年：九死一生 飾 張堅生
- 1994年：燈籠
- 1995年：精裝情不自禁 飾 阿旺
- 1995年：元州街王后
- 1996年：戇男三十九 飾 麥冬
- 2011年：勁抽福祿壽 飾 監製

### 主持節目
- 1992年：永安旅遊話你知：點解韓國咁好玩
- 1993年：寰宇風情（納米比亞特輯）
- 1995年：為食到廣東
- 1996年：為食到日本
- 1997年：沙漠追踪
- 1999年：康泰最緊要好玩 張家界旅遊新FUN點
- 2000年：星晨旅遊菲律賓真的感受
- 2000年：星晨旅遊中國真的感受 海南島篇
- 2001年：康泰最緊要好玩 玩盡絲路新境界
- 2001年：魅力之旅
- 2002年：星晨旅遊馬爾代夫、斯里蘭卡真程趣

### 音樂錄像
- 1993年：陳松伶〈我愛上了英雄》
- 1993年：李克勤、梁榮忠、李家聲〈禮拜六冇節目〉

### 廣告
- 1992年：大快活

## 音樂作品

### 歌曲
- 1996年：〈你好嗎〉
- 1998年：〈粉慎萃古〉

## 其他
- 2005年：《壹本便利》─ 〈我有Say 最好的時光 李家聲〉訪問
- 2005年：《快周刊》第384期 ─ 〈阿賓定理 李家聲〉訪問

## 備註
1. ↑  此八人結義名單流傳不同說法，例如有說鄭伊健的女友邵美琪、同為第13期藝員訓練班出身的潘芳芳亦名列其中，但沒有可靠資料來源，可能是與當年婚宴出席者名單混淆。

## 外部連結
- 李家聲在互联网电影资料库（IMDb）上的資料（英文）（英文）
- 李家聲在香港影庫上的簡介
- 李家聲在豆瓣上的资料（简体中文）
- 李家聲在时光网上的簡介（简体中文）